# Pilar Pellicer
María del Pilar Pellicer López de Llergo (México D. F., 12 de febrero de 1938-Ciudad de México, 16 de mayo de 2020), conocida como Pilar Pellicer, fue una actriz mexicana.

## Biografía y carrera
María del Pilar Pellicer López de Llergo nació el 12 de febrero de 1938 en la Ciudad de México, siendo hija de César Pellicer Sánchez, un abogado, y de Pilar López de Llergo, ambos originarios de Tabasco, y fue sobrina del poeta, Carlos Pellicer. Formó parte de una familia de ocho hermanos; entre ellos, la actriz Pina Pellicer. A los 18 años de edad, entró a estudiar a la Academia de Danza Contemporánea. Asistió a una función de poesía recitada en voz alta, donde surgió en ella un deseo muy fuerte de ser actriz. Estudió actuación con el maestro Seki Sano.[cita requerida] Paulatinamente, abandonó la danza y sus estudios de filosofía en la Universidad Nacional Autónoma de México. También, estudió en el Instituto Nacional de Bellas Artes. 
Junto a su hermana Pina, tomó clases de danza en el INBA, donde ambas fueron reclutadas para participar en algunos números de baile para la película La liga de las muchachas de 1950. Posteriormente, en 1955 debutó como actriz en la película El vendedor de muñecas. 
En 1959, trabajó en la película Nazarín, donde compartió escena con Marga López, Rita Macedo, Ignacio López Tarso y Ofelia Guilmáin, entre otros. Ese mismo año, recibió una beca del Instituto Francés para América Latina para estudiar actuación en París, Francia, donde permaneció por espacio de seis años trabajando en el cine, la televisión y el teatro. Durante ese tiempo, se casó con el escultor estadounidense James Metcalf, con quien procreó una hija, Ariane. Estuvieron casados 15 años, pero el matrimonio terminó en divorcio.[cita requerida] En 1975, recibió el Premio Ariel a mejor actriz por su trabajo en la película La Choca.

### Muerte
El 16 de mayo de 2020, Pellicer falleció en Ciudad de México a los 82 años de edad, a causa de complicaciones por COVID-19.

## Filmografía

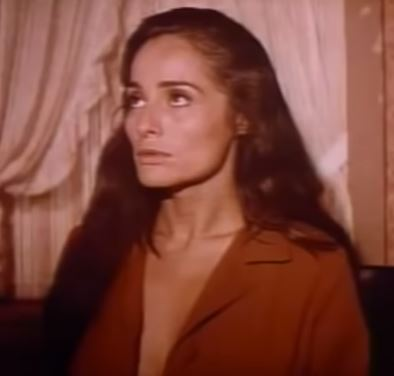
En Day of the Evil Gun (1968).

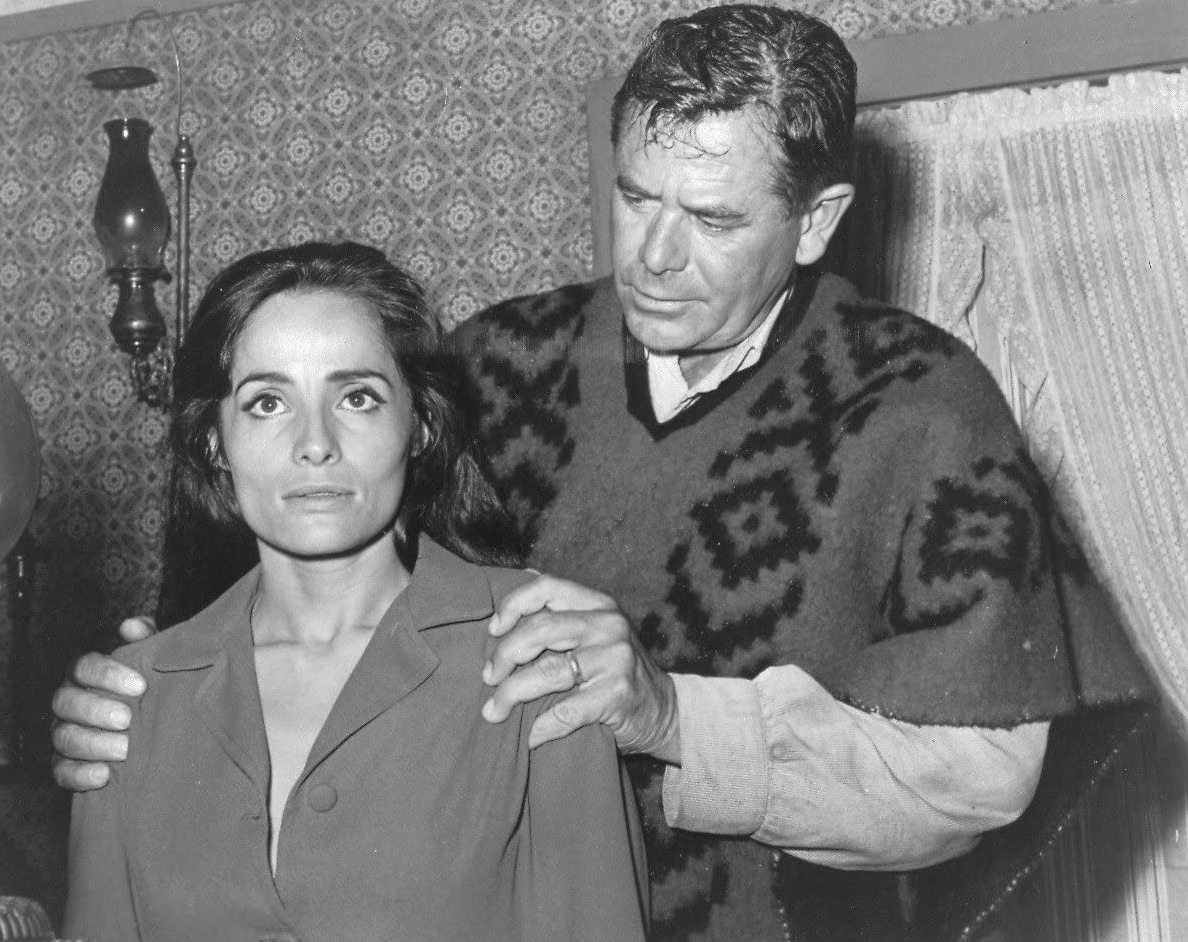
Con Glenn Ford, en 1968.

### Cine
- El vendedor de muñecas (1955)
- La vida de Agustín Lara (1959) - Admiradora
- Nazarín (1959) - Lucía
- Escuela de verano (1959) - Magdalena
- Quinceañera (1960) - Olivia
- El gángster (1965)
- Los bienamados (1965, segmento «Tajimara») - Cecilia
- Pedro Páramo (1968) - Susana San Juan
- The Bandits (1968)
- Los amigos (1968)
- Day of the Evil Gun (1968) - Lydia Yearby
- Las visitaciones del diablo (1968) - Paloma
- Santa (1969)
- La trinchera (1969)
- ¿Por qué nací mujer? (1970) - Josefa
- El mundo de los muertos (1970)
- Siempre hay una primera vez (1971) - Isabel
- Una mujer honesta (1972)
- Los perturbados (1972)
- Manuel Saldivar, el extraño (1972)
- El festín de la loba (1972)
- La Choca (1974) - La Choca[9]
- Las Poquianchis (1976) - Santa
- Balún Canán (1977)
- El mexicano (1977)
- Los amantes fríos (1978) - Jacinta
- Las golfas del talón (1979)
- Tres mujeres en la hoguera (1979) - Mané
- Cadena perpetua (1979) - Sra. Pantoja
- Rigo es amor (1980) - La Tulipana
- Con la muerte en ancas (1980) - Madre de Casey
- Estos zorros locos, locos, locos (1981) - Esposa de Francisco
- Showdown at Eagle Gap (1982) - Señora Romero
- Dulce espíritu (1985)
- Amor a la vuelta de la esquina (1986)
- Un asesino anda suelto (1991)
- Playa azul (1992) - Señora
- Marea suave (1992)
- ¿Qué hora es? (1996)
- Campo de ortiga (1998)
- De este mundo (2010)

### Televisión
- Honrarás a los tuyos (1959) - Dionisia
- La belle équipe (1961)
- Dicha robada (1967) - La Choca
- La tormenta (1967) - Julia Cervantes
- La Constitución (1970) - Rosaura
- La sonrisa del diablo (1970) - Connie
- El carruaje (1972) - María
- El chofer (1974-1975) - Silvia
- Lo imperdonable (1975-1976) - Adriana
- Pacto de amor (1977-1978) - Blanca
- Cuentos de madrugada (1985)
- El camino secreto (1986-1987) - Lorena Florescano de Ávila / Yolanda
- La trampa (1988) - Emma
- Muchachitas (1991-1992) - Martha Sánchez-Zúñiga Vda. de Cantú
- Huracán (1997-1998) - Ada Vargaslugo
- Primer amor... a 1000 x hora (2000-2001) - La Chonta
- Sin pecado concebido (2001) - Dolores «Loló» de la Bárcena y de Teresa
- Mujer, casos de la vida real (2005)
- La madrastra (2005) - Sonia
- La rosa de Guadalupe (2008) - Lucrecia / Bertha
- Mujeres asesinas (2010) - Amparo Quezada[10][11]
- Triunfo del amor (2010-2011) - Eva Grez
- Como dice el dicho (2012-2015) - Claudia[12]/ Pilar[13]/ Gertrudis / Dalia
- La gata (2014) - Rita Pérez Vda. de Olea[14][15]
- Un camino hacia el destino (2016) - Directora del Reclusorio
- Despertar contigo (2016-2017) - Participación especial

### Teatro
- Bajo la mirada de las moscas (2015)[16][17]